# Susan Huggett
Susan „Sue” Huggett (ur. 29 czerwca 1954 w Bulawayo) – zimbabwejska hokeistka na trawie, złota medalistka olimpijska.
Wraz z drużyną reprezentowała swój kraj na igrzyskach w Moskwie – w turnieju kobiet wywalczyły pierwsze miejsce, zdobywając jednocześnie pierwszy medal olimpijski w historii występów Zimbabwe na igrzyskach olimpijskich. Zawodniczka klubu Old Hararians z Harare.